# De spalt
Heer Bommel en de spalt (in boekuitgaven/spraakgebruik verkort tot De spalt, en in enkele gevallen De spalten) is een verhaal uit de Bommelsaga, geschreven en getekend door Marten Toonder. Het verhaal verscheen voor het eerst op 17 januari 1983 en liep tot 7 mei 1983. Thema: wapenwedloop.